# Gary Herbert
Gary Richard Herbert (American Fork, Utah, 7 de maig de 1947) és un polític estatunidenc del  Partit Republicà. Entre l'agost del 2009 i el gener del 2021 va ocupar el càrrec de governador de Utah.